# 十分瀑布
十分瀑布（じっぷんばくふ）は台湾新北市平渓区に位置する滝。

## 概要
十分瀑布公園の中に存在する。
落差約20メートル、幅約40メートル。カーテン型としては台湾最大の滝で、半円形の形状とその美しさから、「台湾のナイアガラ」と呼ばれている。基隆河の上流に位置する多くの滝のうちの一つであり、台湾鉄路管理局平渓線沿線の名所として知られている。
新北市平渓区（旧台北県平渓郷)にあり、基隆河の北部の支流の中では最長の支流中に位置する。周辺は水の浸食作用と地形から多くの断層と奇岩が形成されており、速い流れと相まって多くの滝と奇観を作り出しているが、十分瀑布はその最も有名かつ勇壮なものである。滝の上部は水が十分にたまるように、コンクリートで改修されている。
もともと周辺は違法に占有された土地であったもののすでに時効と判断されて業者によって土地が管理され、入場料が発生していたが（大人80元、子供50元。地元住民や70歳以上の老人、身長110センチメートル以下の子供は無料。）、2014年8月から新北市が土地を所有して舗装などの工事を行ない、2014年12月29日から十分瀑布公園として再開放され、併せて入場無料となった。
かつては滝に行くまでの道路に線路脇を歩くなど危険な箇所があったが、のちに歩道が整備されて安全に行けるようになった。また、観光客のために授乳室や観光情報センターなどを増やし、快適に観光できるように配慮されている。

## 観光情報
- 入園料：無料
- 休園日：除夕（旧正月の大晦日）の一日のみ
- 営業時間
  - 夏季（6月1日 - 9月30日）：9:00 - 18:00（入園は17:30まで）
  - 冬季（10月1日 - 5月31日）：9:00 - 17:00（入園は16:30まで）

## アクセス
台鉄平渓線の十分駅から徒歩で約30分。